# サイユスロウ川
サイユスロウ川 (サイユスロウがわ、Siuslaw River, [saɪˈjuːslɔː] sy-YEW-slaw) はアメリカ合衆国オレゴン州沿岸で太平洋に注ぐ長さ約110マイル (180 km)の川。
アンプクア川流域の北とウィラメットバレー南西の中央オレゴン・コースト山脈に広がる流域面積は約773平方マイル (2,000 km2)である。
コテージ・グローブよりおおよそ10マイル (16 km)西のレーン郡南西部の山々から始まる。
概ね西から北西の山々を流れ、スイスホームを通り、フローレンスより太平洋へと流れる。
感潮区間は上流26マイル (42 km)である。
サイユスロウ族の居住地域の一部であり、後にはその名が付けられた。1860年までサイユスロウ族は川沿いの村々に住んでいたがヤハッツのインディアン居留地に強制移住させられ、彼らの家や畑、庭園、村々は植民地開拓者の手により破壊され奪われた。
この川の谷はオレゴン州の木材生産地域の一つであり、下流域はサイユスロウ国有林を通る。
クーズベイ鉄道のクーズベイ線が狭く湾曲した谷沿いに架けられた多くの橋を越え、クーシュマンの旋回橋へと至る。
この川は古くからキングサーモンやギンザケの産卵地となっている。キングサーモンの個体数は豊富であるが、ギンザケの個体数は1889年から1896年の間は平均209,000匹だったのに対し、1990年から1995年の間ではわずか3,000匹を上回るだけであった。河口域は広範な湿地に囲まれ、沿岸の渡り鳥の重要な生息地となっている。オレゴン州西部の主要な支流のなかでも数少ない、ダムによってせき止められていない川の一つである。

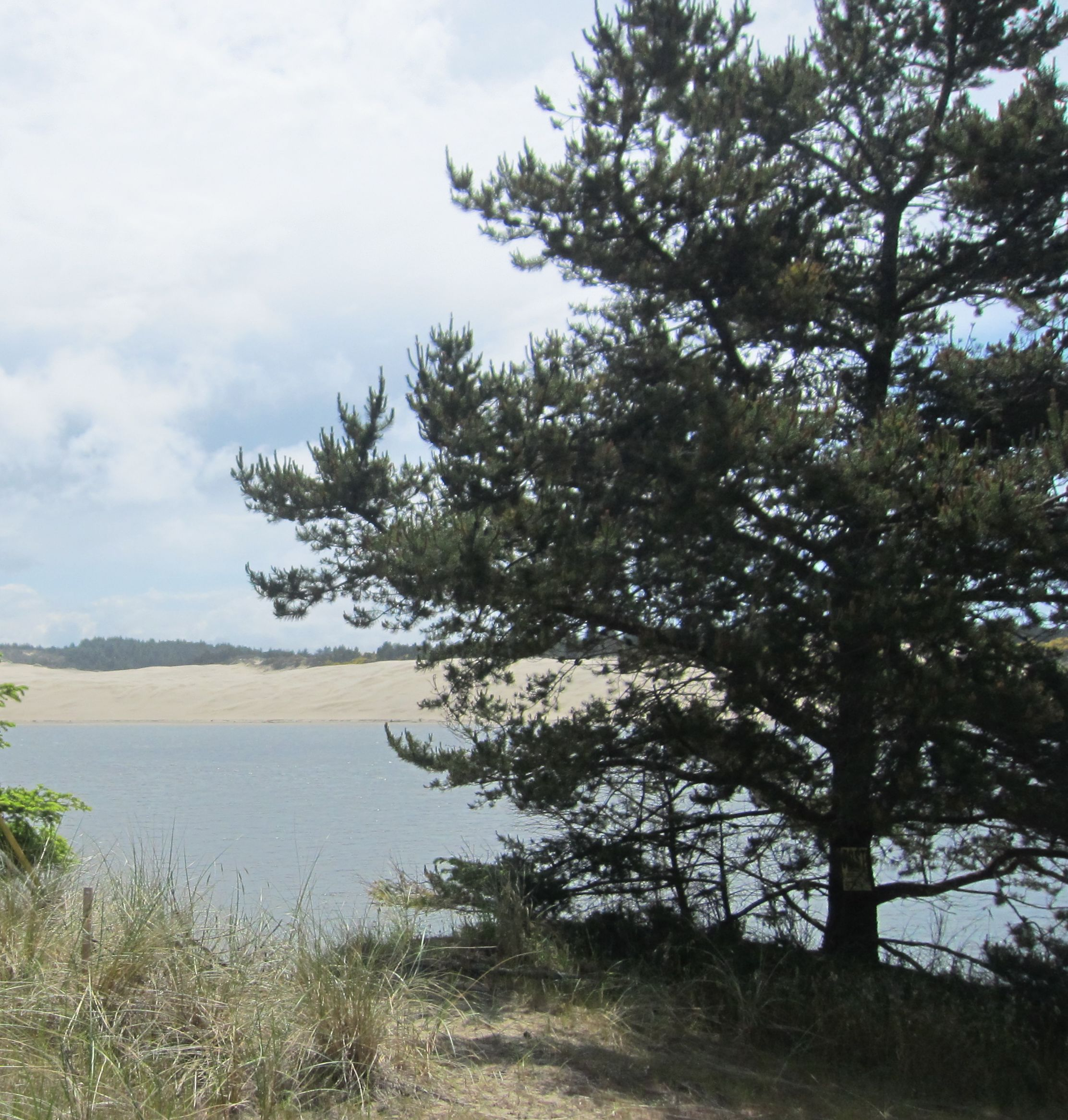
フローレンスから見たサイユスロウ川